# Comuna Kravarsko, Zagreb
Kravarsko este o comună în cantonul Zagreb, Croația, având o populație de 1.987 de locuitori (2011).

## Demografie
Componența etnică a comunei Kravarsko
     Croați (98,59%)
     Necunoscut (0,15%)
     Neclasificat (1,11%)
Componența confesională a comunei Kravarsko
     Catolici (96,18%)
     Fără religie și atei (1,46%)
     Necunoscută (0,4%)
     Alte religii (1,91%)
Conform recensământului din 2011, comuna Kravarsko avea 1.987 de locuitori. Din punct de vedere etnic, majoritatea locuitorilor (98,59%) erau croați. Apartenența etnică nu este cunoscută în cazul a 0,15% din locuitori. Din punct de vedere confesional, majoritatea locuitorilor (96,18%) erau catolici, cu o minoritate de persoane fără religie și atei (1,46%). Pentru 0,4% din locuitori nu este cunoscută apartenența confesională.